# Pelusios cupulatta
Pelusios cupulatta is een schildpad uit de familie pelomedusa's (Pelomedusidae).

## Naam en indeling
De wetenschappelijke naam van de soort werd voor het eerst voorgesteld door Roger Bour en Jérôme Maran in 2003. De soortaanduiding cupulatta komt uit het Corsicaans en betekent onder andere 'schildpad'. De naam is echter afgeleid van het schildpadden-onderzoekscentrum A Cupulatta, dat het onderzoek van Maran naar de soort heeft gefinancierd.

## Uiterlijke kenmerken
De schildpad kan een schildlengte bereiken van 21,4 centimeter, althans de mannetjes. De kleur van het rugschild is bruin, op het midden van het schild is een opstaande kiel aanwezig die zwart van kleur is. De kiel is voornamelijk goed zichtbaar bij de juvenielen en verdwijnt grotendeels naarmate de dieren ouder worden. Bij de volwassen exemplaren is de kiel met name goed zichtbaar op het vierde wervelschild. Het rugschild is elliptisch van vorm en is wat afgeplat van het tweede tot het vierde wervelschild. De ribschilden zijn gevlekt. Het buikschild is groot en sluit bijna volledig aan op het rugschild. De kleur van het buikschild is zwart, soms met lichtere vlekken. 
De kop is breed en afgeplat, de snuitpunt is spits en de bovenkaak is snavelachtig van vorm. De iris heeft een zilvergrijze kleur. De kleur van de kop is grijs tot geel, met donkere vlekken en strepen. Onder de kin zijn twee baarddraden aanwezig. De kleur van de poten is donkergrijs aan de bovenzijde, de onderzijde is lichter.

## Verspreiding en habitat
Pelusios cupulatta komt voor in delen van Afrika en leeft in de landen Ghana, Ivoorkust en Liberia. Mogelijk komt de schildpad oom voor in delen van Nigeria. De habitat bestaat uit grotere, stilstaande wateren zoals rivieren en ondergelopen bossen. Omdat de soort pas in 2003 wetenschappelijk is beschreven, is over de levenswijze en biologie vrijwel niets bekend.